# Американский макруронус
Американский макруронус, или аргентинский макруронус, или длиннохвостая мерлуза (лат. Macruronus magellanicus), — вид лучепёрых рыб из семейства Macruronidae. Распространены в юго-западной части Атлантического океана и юго-восточной части Тихого океана вдоль побережья Южной Америки. Встречаются на глубине от 10 до 800 м. Максимальная зарегистрированная длина 115 см. Размножаются икрометанием. Питаются ракообразными, рыбами и головоногими. Ценная промысловая рыба.

## Таксономия
Вид впервые научно описан шведским зоологом Эйнаром Лённбергом (швед. Einar Lönnberg; 1865—1942) в 1907 году. Таксономическое положение вида до сих пор окончательно не определено. Некоторые авторы рассматривают его в качестве синонима новозеландского маруронуса. Другие выделяют в качестве подвида Macruronus novaezelandiae magellanicus. В Мировом реестре морских видов (World Register of Marine Species), базе данных FishBase и отечественной ихтиологической литературе признаётся как отдельный валидный вид.

## Описание
Тело удлинённое, сильно уплощённое с боков, сужается к хвостовой части, покрыто мелкой циклоидной чешуёй. Максимальная высота тела укладывается 6,7—8,1 раза в длину тела. Длина головы в 4,75—6,6 раз меньше длины тела. Рот конечный, несколько скошенный. Окончание верхней челюсти доходит до вертикали, проходящей через середину глаза. На верхней челюсти 10, а на нижней 7—9 конических зубов; зубы на нижней челюсти сильнее, чем на верхней. В передней части верхней челюсти есть клыковидные зубы. Есть зубы на сошнике. На первой жаберной луге 30—34 жаберные тычинки, из них 7—8 на верхней части и 23—27 тычинок на нижней части дуги. В первом спинном плавнике один колючий и 10—13 мягких лучей. Во втором спинном плавнике 90—100 мягких лучей. Начало анального плавника расположено примерно на расстоянии ¼ длины второго спинного плавника от его начала, в анальном плавнике 83—90 мягких лучей. Второй спинной и анальный плавники плавно соединяются с хвостовым. В грудных плавниках 17—19 мягких лучей; плавники расположены высоко на теле, на уровне глаз. В брюшных плавниках 8 лучей. Боковая линия в передней части проходит ближе к спине, а затем идёт горизонтально в средней части тела до хвостового плавника.
Спинная сторона тела пурпурно-голубая, брюхо серебристое с лёгким голубоватым оттенком; мелкие меланофоры разбросаны по мембранам спинного и анального плавников. Ротовая полость черноватая.
Максимальная длина тела 115 см, обычно до 80 см; масса тела до 5 кг.

## Биология
Морские стайные рыбы. Обитают как в придонных слоях воды, так и в эпипелагиали на глубине от 10 до 800 м, обычно 90—200 м. Совершают сезонные миграции, перемещаясь в весенне-летние месяцы (Южное полушарие) в южные районы на нагул. Зимой мигрируют в северные районы ареала. Максимальная продолжительность жизни 13 лет. Американские макруронусы становятся жертвами хищных рыб нескольких видов: патагонский клыкач (Dissostichus eleginoides), стомиевые (Malacosteus australis), чёрный конгрио (Genypterus blacodes) и катран (Squalus acanthias).

### Питание
Американские макруронусы питаются как придонными, так и пелагическими организмами, совершая вертикальные суточные перемещения между разными слоями водной толщи. Основными кормовыми организмами в порядке значимости являются планктонные ракообразные, рыбы и головоногие. От 50 до 97 % по частоте встречаемости составляют амфиподы (например, рода Themisto) и эуфаузиды. В состав рациона взрослых особей на континентальном шельфе входят молодь и мелкие виды рыб. Наиболее часто в желудках встречаются придонные нототениевые (род Patagonotothen) и пелагические сельдевые (южноамериканский шпрот Sprattus fuegensis). В более глубоких водах на континентальном склоне американские макруронусы потребляют в основном миктофовых. В состав рациона входят также молодь аргентинской мерлузы и сеголетки собственного вида. Из головоногих предпочитаемой добычей являются Doryteuthis gahi и Illex argentinus, а также в меньшей степени Semirossia tenera, Octopus  tehuelchus и Eledone massyae. В желудках также обнаружено незначительное количество других донных: десятиногие ракообразные (семейство Galatheidae), амфиподы (семейство Gammaridae), изоподы и пелагических организмов: медузы, щетинкочелюстные, сальпы и гребневики.

### Размножение
Американские макруронусы впервые созревают (50 % особей в популяции) при средней длине тела 58 см в возрасте 3,6 года. При длине тела около 65 см в возрасте 5 лет все особи достигают половой зрелости. В заливе Сан-Матиас минимальная длина тела впервые нерестующих самцов и самок составляла 45 см и 54 см (возраст 4 года), соответственно. У берегов Аргентины нерест наблюдается с июля до ноября.

## Ареал
Распространены у южной оконечности Южной Америки. В тихом океане от острова Чилоэ (Чили) до Огненной Земли. Атлантический океан: от Буэнос-Айреса до Магелланова пролива, включая Фолклендские острова.

## Взаимодействие с человеком
Первые упоминания о промысле американского макруронуса относятся к 1978 году, попадавшегося в качестве прилова при промысле чилийской мерлузы (Merluccius australis) у берегов Чили. В 1970-80-х годах вылавливалось значительное количество американского макруронуса, но весь прилов выбрасывался за борт. С развитием промысла перуанской мерлузы (Trachurus murphyi) кошельковыми неводами в прибрежных водах центральной части Чили в качестве прилова попадалось большое количество молоди макруронуса. В этот период улов Чили достиг максимума в 360 тысяч тонн в 1996 году. Общие уловы американского макруронуса (Чили и Аргентина) достигали 473 тысяч тонн в 1998 году. Промысел кошельковыми неводами закончился в Чили в 2005 году. С 2000 года начался специализированный промысел американского макруронуса донными и разноглубинными тралами, который осуществляется в зимний период на нерестовых участках. Мировые уловы в 2007—2016 годах варьировали от 75 до 213 тысяч тонн. Реализуются в свежем и замороженном виде. Часть улова идёт на производства рыбной муки. Определённую ценность представляет печень макруронуса, масса которой составляет до 20 % массы тела рыбы, а содержание жира превышает 70 %.
| Год                   | 2005  | 2006  | 2007  | 2008 | 2009  | 2010  | 2011  | 2012 | 2013  | 2014  | 2015 | 2016 |
| Мировые уловы, тыс. т | 216,4 | 218,9 | 180,1 | 202  | 213,4 | 177,5 | 165,4 | 136  | 120,9 | 106,1 | 96   | 75,2 |